# Grand Prix de Malte de snooker
Le Grand Prix de Malte est un tournoi de snooker professionnel qui s'est tenu entre 1994 et 2001 à La Valette.

## Historique
Le tournoi est intégré en 2000 au système de classement mondial. Il est remporté par Ken Doherty. C'est la seule édition du tournoi dotée de points. Le tournoi est abandonné après 2001.

## Palmarès
| Année                            | Vainqueur                        | Finaliste                        | Score                            | Saison                           |
| Grand Prix de Malte (non classé) | Grand Prix de Malte (non classé) | Grand Prix de Malte (non classé) | Grand Prix de Malte (non classé) | Grand Prix de Malte (non classé) |
| -------------------------------- | -------------------------------- | -------------------------------- | -------------------------------- | -------------------------------- |
| 1994                             | John Parrott                     | Tony Drago                       | 7-6                              | 1994-1995                        |
| 1995                             | Peter Ebdon                      | John Higgins                     | 7-4                              | 1995-1996                        |
| 1996                             | Nigel Bond                       | Tony Drago                       | 7-3                              | 1996-1997                        |
| 1997                             | Ken Doherty                      | John Higgins                     | 7-5                              | 1997-1998                        |
| 1998                             | Stephen Hendry                   | Ken Doherty                      | 7-6                              | 1998-1999                        |
| Grand Prix de Malte (classé)     |                                  |                                  |                                  |                                  |
| 2000                             | Ken Doherty                      | Mark Williams                    | 9-3                              | 1999-2000                        |
| Grand Prix de Malte (non classé) |                                  |                                  |                                  |                                  |
| 2001                             | Stephen Hendry                   | Mark Williams                    | 7-1                              | 2001-2002                        |

## Bilan par pays
| Pays       | Joueurs | Total | Premier titre | Dernier titre |
| ---------- | ------- | ----- | ------------- | ------------- |
| Angleterre | 3       | 3     | 1994          | 1996          |
| Irlande    | 2       | 2     | 1997          | 2000          |
| Écosse     | 2       | 2     | 1998          | 2001          |